# Шкалета, Андрей Владимирович
Андре́й Влади́мирович Шкалета (эст. Andrei Škaleta, род. 2 августа 1972, Кохтла-Ярве, СССР) — эстонский футболист, который выступал на позиции защитника, затем тренер. Главный тренер клуба «Ярве» (Кохтла-Ярве).

## Карьера
Карьеру начал в 1992 году в футбольном клубе родного города «Кеэмик», за который выступал два сезона. В 1993 году перешёл в йыхвискую команду «Ээсти Пылевкиви», цвета которой защищал до 1999 года. Потом вернулся в Кохтла-Ярве и начал играть в ФК «Лоотус» почти до конца своей карьеры, с 2010—2012 год был играющим тренером «Лоотуса». В 2013 году прошёл тренерские курсы и получил лицензию УЕФА уровня «А», в этом же году возглавил новый футбольный клуб «Ярве». В конце 2013 года закончил карьеру игрока и остался на должности тренера в ФК «Ярве». В 2014 году также занимал должность помощника главного тренера йыхвиского клуба «Локомотив», а с 4 июня по 6 августа был главным тренером «Локомотива». После возвращения в команду Алексея Тихомирова снова занял должность помощника главного тренера. В 2015 году остался только на должности тренера клуба «Ярве». С 2017 года тренирует команды U17 и U16 футбольного клуба «Ярве» из Кохтла-Ярве. В июне 2017 года получил Pro лицензию УЕФА. 22 июля стал главным тренером «Ярве», заменив на этом посту Романа Кожуховского.
31 октября 2024 года было опубликовано решение дисциплинарной комиссии ЭФС, в котором Андрей Шкалета получил запрет заниматься футбольной деятельностью до 1 мая 2028 года.

## Достижения
Победитель Первой лиги (1): 2003